# Slag bij Levounion

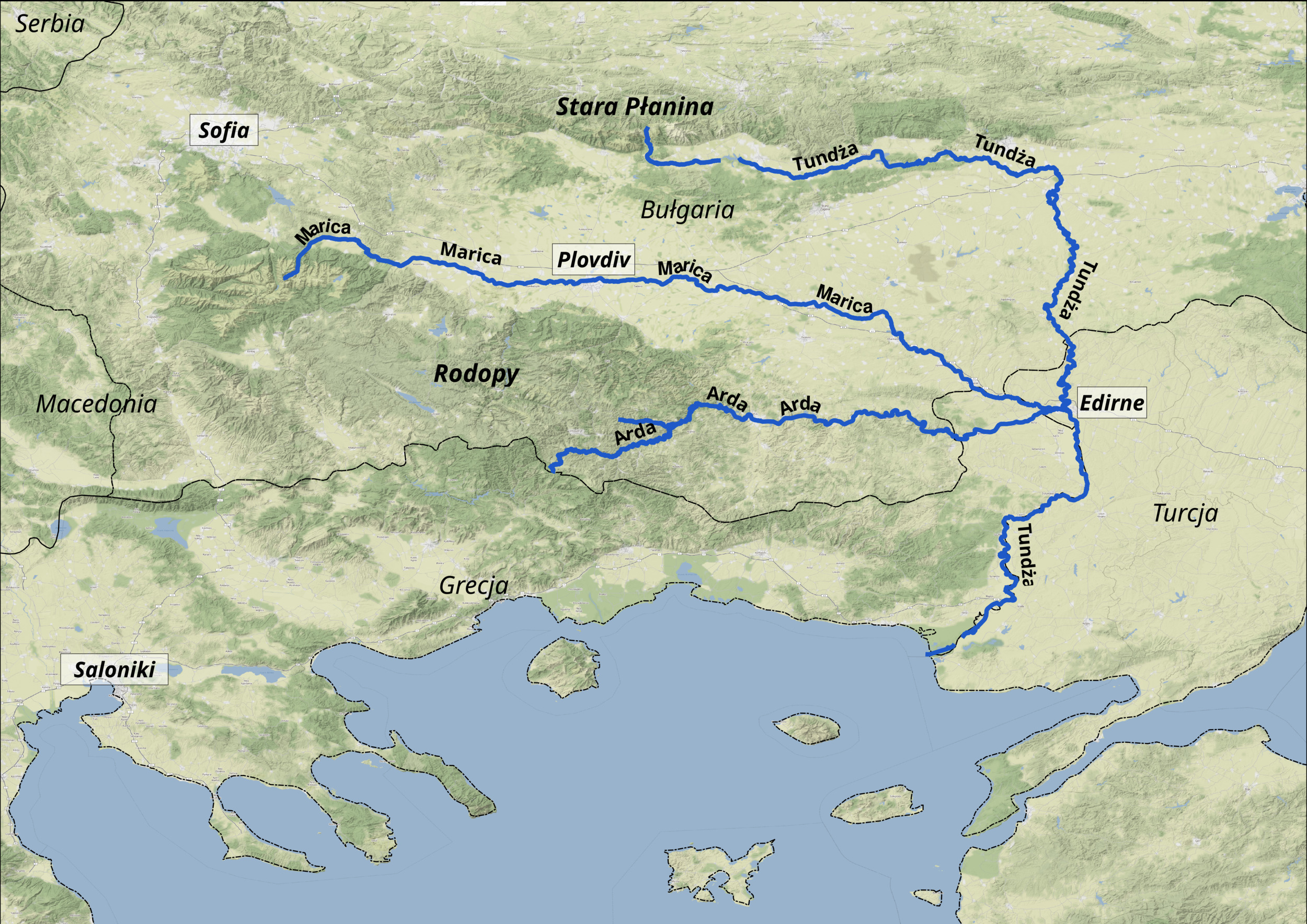
Locatie

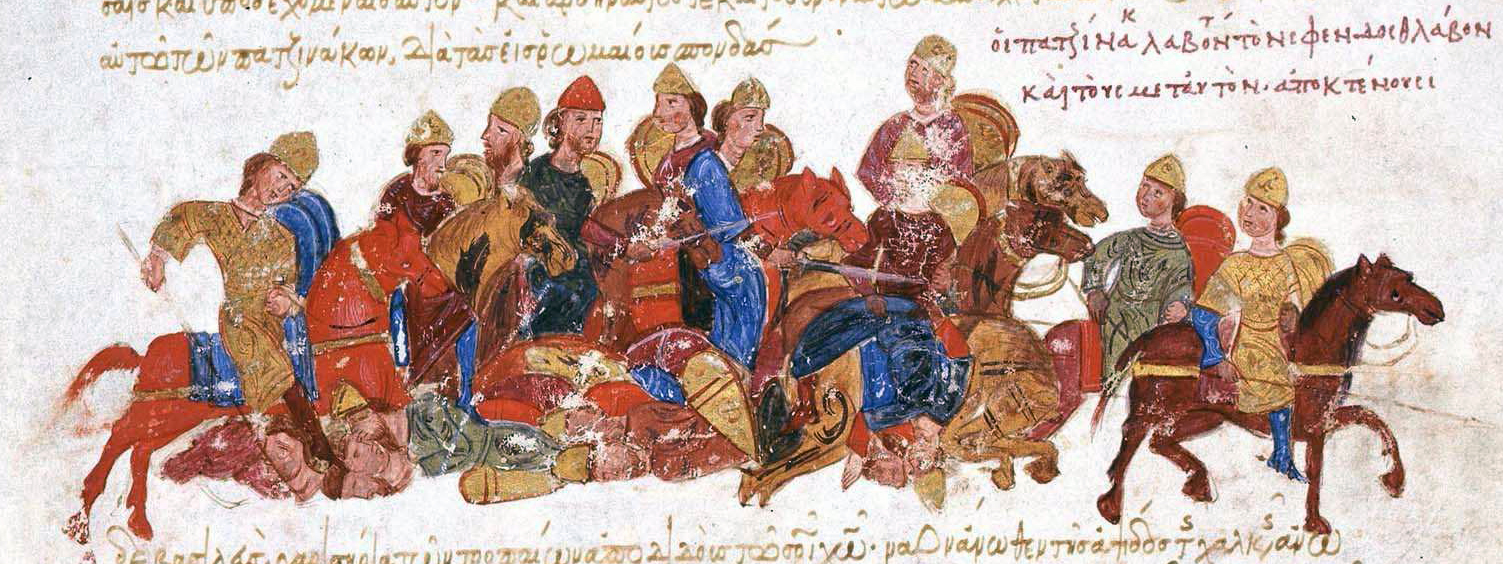
Petsjeneegs leger

De Slag bij Levounion vond plaats op 29 april 1091 en was een slag in de Byzantijns-Seltsjoekse oorlogen. De locatie van de veldslag was in de vallei van de rivier de Maritsa in de buurt van Edirne. Het Byzantijnse leger gesteund door de Koemanen stond tegenover een leger van Petsjenegen.

## Achtergrond
Onder de heerschappij van de Doukai (1059-1078) verloor Byzantium het merendeel van zijn overgebleven bezittingen in Klein-Azië aan de Seltsjoeken, na de catastrofale nederlaag in de Slag van Manzikert in 1071. In Anatolië ontstond het onafhankelijk sultanaat Rûm. Na de moord op de eerste sultan Suleiman ibn Qutulmish in 1086 dreigde het sultanaat te verdwijnen. Een zekere Çaka Bey profiteerde van de situatie om zich los te scheuren en werd de eerste bei van Smyrna. Ooit nog eens in dienst van het Byzantijnse leger, was het zijn ambitie om Byzantium op de knieën te krijgen. Terwijl hij de Egeïsche Zee onveilig maakte, vroeg hij aan de Petsjenegen, ooit een groot volk, om Byzantium vanuit het noorden aan te vallen.

## Slag
Op de hoogte van de komst van de Petsjenegen vroeg keizer Alexios I Komnenos hulp aan de Koemanen, de gezworen vijanden van de Petsjenegen. De Pechenegen, die hun familie hadden meegebracht, waren totaal verrast en niet voorbereid op een drie flanken oorlog. De Koemanen en de Byzantijnen vielen het vijandelijke kamp aan en slachtten alles op hun pad af. De overlevenden werden door de Byzantijnen gevangengenomen en in keizerlijke dienst genomen.

## Gevolgen
De strijd betekende een keerpunt in de Byzantijnse geschiedenis, na twintig jaar inkrimping, maakte de Slag bij Levounion de wereld duidelijk dat het rijk nu eindelijk op weg was naar herstel. De Pechenegen waren volledig vernietigd. Alexios had zichzelf bewezen als de redder van Byzantium. Byzantium zou de komende jaren een opmerkelijk herstel doormaken onder Alexios en zijn nakomelingen, de Komnenen. Byzantijnse legers keerden terug naar Klein-Azië en heroverden een groot deel van het verloren gebied, inclusief de vruchtbare kustgebieden, samen met veel belangrijkste steden. Met het herstel van een stevige centrale regering herwon het zijn glorie in de volgende eeuw en werd Constantinopel opnieuw de metropool van de christelijke wereld. De Slag bij Levounion in 1091 markeerde dus het begin van een heropleving van de Byzantijnse Rijk en zijn invloed zou nog honderd jaar duren, tot het einde van de Komnenen aan het einde van de 12e eeuw.